# Mark Kingsland
Mark Lyle Kingsland (ur. 14 lipca 1970 w Nowej Południowej Walii) – australijski kolarz torowy, brązowy medalista mistrzostw świata.

## Kariera
Pierwszy sukces w karierze Mark Kingsland osiągnął w 1988 roku, kiedy wraz z kolegami z reprezentacji wywalczył srebrny medal w drużynowym wyścigu na dochodzenie podczas mistrzostw świata juniorów. Na rozgrywanych dwa lata później mistrzostwach świata w Maebashi wspólnie z Brettem Aitkenem, Stephenem McGlede i Darrenem Winterem wywalczył w tej samej konkurencji brązowy medal wśród seniorów. Ponadto na rozgrywanych w tym samym roku igrzyskach Wspólnoty Narodów w Auckland zdobył srebrny medal indywidualnym wyścigu na dochodzenie. W 1992 roku wystartował na igrzyskach olimpijskich w Barcelonie, gdzie rywalizację indywidualną ukończył na czwartej pozycji, przegrywając walkę o brązowy medal z Garym Andersonem z Nowej Zelandii.